# Herb Błażowej
Herb Błażowej – jeden z symboli miasta Błażowa i gminy Błażowa w postaci herbu.

## Wygląd i symbolika
Herb przedstawia na czerwonej tarczy orla białego w żółtej koronie oraz jeźdźca na białym koniu wspartego na przednich nogach (Pogoń Litewska). Jeździec ubrany jest w niebieski strój. W lewej ręce trzyma żółtą tarczę ochronną z czerwonym krzyżem z dwoma ramionami. W prawej ręce trzyma biały miecz wzniesiony do góry nad głową. Orzeł i jeździec są oznaczone czarnymi konturami. W dolnej części herbu umieszczona jest czarna liczba 1435.